# マウリツィオ・ポリーニ
マウリツィオ・ポリーニ（Maurizio Pollini、1942年1月5日 - 2024年3月23日）は、イタリアのミラノ出身のピアニスト。
父親は有名な建築家ジノ・ポリーニであり、また母親レナータ・メロッティ（彫刻家ファウスト・メロッティの妹）は声楽もこなすピアニストである。5歳からカルロ・ロナーティに、ロナーティの死後はカルロ・ヴィドゥッソにピアノを学んだ。現代最高のピアニストの一人として知られ、完成度の高いテクニック、研ぎ澄まされた感覚から紡ぎ出される硬質で透明感のある音色と響きを駆使して、作品そのものに語らせる姿勢に徹した。レパートリーはバロック時代から古典派、ロマン派、さらに現代までと幅広く、また、音楽の在り方について、文化や市民生活に不可欠な要素として、また、社会を変革する道具として理解されるべきとする考えを持っていた。

## 略歴

### デビュー
1957年、15歳でジュネーブ国際コンクール第2位。1958年の同コンクールで1位なしの第2位。1959年の第1回ポッツォーリ国際ピアノコンクールで優勝。この他にも国際コンクール出場などで、異才ぶりを騒がれていた。
1960年、18歳で第6回ショパン国際ピアノコンクールに審査員全員一致で優勝。審査委員長のアルトゥール・ルービンシュタインが「今ここにいる審査員の中で、彼より巧く弾けるものが果たしているであろうか」と賛辞を述べ、一躍国際的な名声を勝ち取る。

### 8年間の空白
その後丸8年もの間、国際演奏活動から遠ざかり、国内の様々なコンサート、リサイタルのみに限定出演の形で活動。その理由として、まだ若く、さらに勉強が必要であることをポリーニ自身が自覚しており、直ちに多忙な演奏生活に入ることを避けたというのが有力である。提示されたコンサート出演の数が多すぎたため、ストックの協奏曲の数を増やさなければならなかったことも一因である。
この間、アルトゥーロ・ベネデッティ・ミケランジェリのもとで研鑽に励み、ミラノ大学で物理学も学んでいた。

### 国際ツアーに復帰
1968年に国際ツアーに復帰し、1971年よりドイツ・グラモフォンから録音作品を発売開始。以後、次々と録音の国際的な賞を奪取した。1974年に初来日し、1976年の再来日時にはピエール・ブーレーズのピアノソナタ第2番の日本初演を行った。
1994年10月には第1回ウンベルト・ミケーリ国際ピアノコンクールの審査委員長に就任し、ブーレーズにピアノ独奏作品を委嘱。1995年、ザルツブルク音楽祭で自身の企画による連続演奏会「ポリーニ・プロジェクト」を開始。2002年、10月と11月に東京でも同プロジェクトとして9夜にわたる連続演奏会を開き、大きな注目を集めた。2005年、11月に同プロジェクト、東京での第2弾。ただし3夜のみで小規模。ポリーニ本人の演奏は1夜のみ。
サルヴァトーレ・シャッリーノにブーレーズ指揮ポリーニ独奏ピアノを想定された「闇のレチタティヴォ」を委嘱後は現代音楽の演奏から離れる。
晩年は体調不良などによりキャンセルが相次いだが、2023年6月23日のピアノリサイタルはアンコールを抜いてこなし、2024年のスケジュールも調整中であった。2023年10月30日のピアノリサイタルが最後の演奏になった。
2024年3月23日の朝、イタリア・ミラノの自宅で死去。82歳没。

## 主要受賞歴
- 1957年 - ジュネーブ国際コンクールピアノ男性部門第2位
- 1958年 - ジュネーブ国際コンクール1位なしの第2位
- 1959年 - 第1回ポッツォーリ国際ピアノコンクール優勝
- 1960年 - 第6回ショパン国際ピアノコンクールに当時史上最年少で優勝
- 1979年 - 第22回グラミー賞「Best Classical Performance - Instrumental Soloist or Soloists (with orchestra)」
- 1996年 - エルンスト・フォン・ジーメンス音楽賞
- 2000年 - Cavaliere di gran croce dell'Ordine al merito della Repubblica italiana
- 2001年 - Diapason d'Or
- 2004年 - Medaglia d'oro ai benemeriti della cultura e dell'arte
- 2007年 - 第49回グラミー賞「Best Classical Performance - Instrumental Soloist (without orchestra)」
- 2010年 - 高松宮殿下記念世界文化賞
- 2012年 - Gramophone殿堂入り

## 特徴
バッハから現代まで時代を問わないオールラウンダーと呼ばれていたものの、なぜか一切弾かない作曲家もいた。当世最高、ミスター・パーフェクトとまで言われた。
ポリーニが録音を残している代表的な作曲家としては、ベートーヴェン、シューベルト、ショパン、シューマン、ストラヴィンスキーなどがある。またブーレーズやウェーベルンといった現代音楽にも積極的に取り組んでいる。独奏曲と協奏曲の録音が中心で、室内楽曲はブラームスのピアノ五重奏曲のみで、ほとんど録音しようとしなかった。2000年に入ってからモーツァルトの協奏曲に限り弾き振りの録音も行っていた。ベートーヴェンについては、39年をかけて全ピアノ・ソナタの録音が完了したが、2021年からも新規の再録音を敢行し、世間を驚かせた。

## 挿話、人柄
- インタビュアーの質問に対しても即答せず、間を置いて、よく考えてから話す特徴がある[30]。
- NHK教育テレビの番組『ステージドア』（1998年放送）の中で、ポピュラーミュージックに対して、「イマジネーションが貧弱だと思います[31]。クラシックの方が聞いていて面白いのに、どうして若い人たちは好きでないのでしょうかね」と淡々とした口調で厳しい発言をしている。
  - 同番組で、小さい頃はあまりピアノの練習をしなかったと語っている。その理由として、「ある弾き方で弾くのは割と簡単だったから」と述べ、「20代より30代、40代の方が多く練習した」と、年齢を重ねるごとにスケジュールが多忙になり練習時間を増やしていったことを振り返っている。
  - 同番組で、ポリーニは小柄な体格[32]に反し指がとても大きく、ピアノの“ド”の鍵盤から一オクターブと五度上の“ソ”(約26cm)まで届くことがわかった。ピアニストが弾くのに苦労するベートーヴェンのピアノソナタ第21番、第3楽章に出てくる重音グリッサンドを易々と弾くことが出来た[33]。
- 同郷ミラノ生まれの指揮者クラウディオ・アバドとは親友であり、多くの共演を行ってきた芸術上のパートナーであった[34]。政治的・社会的活動においても志を同じくし、イタリア共産党員であった作曲家ノーノとも深い親交があった[35]。
- 日本文化への関心が、比較的イタリア人にしては高かった[36]。
- 共演はなかったものの、カルロス・クライバーとの写真は残された[37]。

## 録音作品（年代順）

### 1960年代
- ショパン：ピアノ協奏曲第1番（1960）
- ショパン：夜想曲第4・5・7・8番、バラード第1番、ポロネーズ第5・6番（1968）

### 1970年代
- ストラヴィンスキー：ペトルーシュカからの3楽章（1971）
- プロコフィエフ：ピアノ・ソナタ第7番（1971）
- ショパン：12の練習曲 作品10、作品25（1972）
- シューベルト：さすらい人幻想曲、ピアノ・ソナタ第16番（1973）
- シューマン：ピアノ・ソナタ第1番 作品11、幻想曲 作品17（1973）
- ノーノ：力と光の波のように（1973）
- シェーンベルク：3つのピアノ曲 作品11、6つのピアノ小品 作品19、5つのピアノ曲 作品23、ピアノ組曲 作品25、ピアノ曲 作品33ab（1974）
- ショパン：前奏曲集（1974）
- ショパン：ポロネーズ 第1～6番（1975）
- ベートーヴェン：ピアノ・ソナタ第30・31番（1975）
- ブラームス：ピアノ協奏曲第2番（1976）
- モーツァルト：ピアノ協奏曲第19・23番（1976）
- ベートーヴェン：ピアノ協奏曲第4番、ピアノ・ソナタ第28番（1976）
- ヴェーベルン：ピアノのための変奏曲 作品27（1976、1977）
- ブーレーズ：ピアノソナタ第2番（1976、1977）
- ノーノ：...苦悩に満ちながらも晴朗な波（1977）
- バルトーク：ピアノ協奏曲第1・2番（1977）[注釈 3]
- ブラームス：ピアノ協奏曲第1番（1977）
- ベートーヴェン：ピアノ協奏曲第3番、ピアノ・ソナタ第29・32番（1977）
- ベートーヴェン：ピアノ協奏曲第5番（1978）
- ブラームス：ピアノ五重奏曲（1979）

### 1980年代
- マンツォーニ：質量（1980）
- モーツァルト：ピアノ協奏曲第12・14・20番（1981）
- シューマン：交響的練習曲、アラベスク（1981、1983）
- ベートーヴェン：ピアノ協奏曲第1・2番（1982）
- シューベルト：ピアノ・ソナタ第20番（1983）
- ロッシーニ：歌劇『湖上の美人』（1983）- 指揮者としての録音
- ショパン：ピアノ・ソナタ第2・3番（1984）
- シューベルト：ピアノ・ソナタ第19・21番、アレグレット、3つの小品（1985）
- シューマン：ピアノ協奏曲（1988）
- ベートーヴェン：ピアノ・ソナタ第17・21・25・26番（1988）
- シェーンベルク：ピアノ協奏曲（1989）
- リスト：ピアノ・ソナタ ロ短調、灰色の雲、凶星、悲しみのゴンドラI、リヒャルト・ワーグナー―ヴェネツィア（1989）

### 1990年代
- ショパン：スケルツォ第1・2・3・4番、子守歌、舟歌（1990）
- ベートーヴェン：ピアノ・ソナタ第13・14・15番（1991）
- ドビュッシー：12の練習曲（1992）
- ベートーヴェン：ピアノ協奏曲第1・2・3・4番（1992）　再録音
- ベルク：ピアノ・ソナタ（1992）
- ベートーヴェン：ピアノ協奏曲第5番（1993）　再録音
- ブラームス：ピアノ協奏曲第2番（1995）　再録音
- ブラームス：ピアノ協奏曲第1番（1997）　再録音
- ベートーヴェン：ピアノ・ソナタ第11・12・21番（1997）　第21番のみ再録音
- ドビュッシー：前奏曲集第1巻、喜びの島(1998)
- ベートーヴェン：ディアベッリ変奏曲（1998）
- ショパン：バラード第1・2・3・4番・、前奏曲嬰ハ短調、幻想曲(1999)

### 2000年代
- シューマン：ダヴィッド同盟舞曲集、ピアノ・ソナタ第3番（2000）
- シューマン：アレグロ ロ短調、クライスレリアーナ 、暁の歌（2001）
- ベートーヴェン：ピアノ・ソナタ第5・6・7・8・22・23・24・27番（2002）
- ショパン：夜想曲第1～19番（2005）[注釈 4]
- モーツァルト：ピアノ協奏曲第17番、21番（2005）
- ベートーヴェン：ピアノ・ソナタ第1・2・3番（2008）
- モーツァルト：ピアノ協奏曲第12番、24番（2007）

第12番のみ再録音
- ショパン：マズルカ第22番～25番、ワルツ第2番～第4番、 ピアノソナタ第2番「葬送」 、即興曲第2番、バラード第2番(2008)

ピアノソナタ第2番「葬送」とバラード第2番は再録音
- バッハ：平均律クラヴィーア曲集第1巻（2009）
- ショパン：ショパン（2009）

### 2010年代
- ブラームス：ピアノ協奏曲第1番（2011）　再々録音
- ショパン：前奏曲集（2012）再録音
- ブラームス：ピアノ協奏曲第2番（2013）　再々録音
- ベートーヴェン：ピアノ・ソナタ第4・9・10・11番・16番・17番・18番・19番・20番（2013,2014）第11・17番のみ再録音
- ベートーヴェン：ピアノ・ソナタ第30・31・32番（2019）再録音[38]

### 2020年代
- ベートーヴェン：ピアノ・ソナタ第28・29番（2022）再録音[39]